# It’s My Life (песня No Doubt)
«It’s My Life» (англ. Это моя жизнь) — сингл американской рок-группы No Doubt, выпущенный в 2003 году в поддержку сборника The Singles 1992-2003.

## История создания
Американская рок-группа No Doubt записала кавер-версию песни для продвижения своего сборника The Singles 1992—2003 в 2003 году. Поскольку в это время вокалистка Гвен Стефани записывала свой сольный дебютный альбом, группа решила записать кавер-версию уже существовавшего трека, чтобы не прерывать свой творческий перерыв. Участники группы прослушали сотни песен 1980-х годов, в конце концов они сузили круг претендентов до двух — «It’s My Life» группы Talk Talk и «Don’t Change» австралийской рок-группы INXS. Ещё одним претендентом была песня «A Question of Lust» английской электронной группы Depeche Mode. No Doubt не были уверены в том, что смогут записать кавер на эту песню, и подумывали о том, чтобы всё же придумать что-то с нуля. Однако они остановились на «It’s My Life» после репетиции песни с продюсером Нелли Хупер, назвав эту композицию «песней для настроения».
Песня «It’s My Life» была номинирована на 47-ю церемонию «Грэмми» как «Лучшее вокальное поп-исполнение дуэтом или группой». Жак Лю Конт создал ремикс на песню, который получил награду за «Лучший неклассический ремикс».

## Музыкальный видеоклип
Музыкальное видео в стиле 1930-х годов снял Дэвид Лашапель. В клипе внешность Стефани похожа на голливудскую актрису Джин Харлоу, которую Стефани изображала в фильме Мартина Скорсезе «Авиатор». Её судят и приговаривают к смерти за убийство трёх мужчин, которых изображают участники группы. Первого мужчину (гитариста Тома Дюмона) она убивает крысиным ядом, подмешанным в его обед, второго (басиста Тони Канэла) — переехав его на своей машине, а третьего (барабанщика Эдриана Янга) — бросив свой фен в ванну, чтобы его ударило током. Эти сцены чередуются с моментами, когда Стефани находится в суде и её, одетую в тюремную форму, тащат в газовую камеру, где её казнят. Видео заканчивается тем, что все три жертвы вместе, предположительно в загробном мире, смеются над её казнью, показанной по телевидению.
Клип имел умеренный успех в видеочартах. В программе MTV Total Request Live он достиг седьмого места в ноябре 2003 года и был в обратном отсчёте до января 2004 года. В программе MuchMusic Countdown клип достиг восьмого места и оставался в программе до марта 2004 года. На церемонии MTV Video Music Awards 2004 года «It’s My Life» получил награды за «Лучшее видео группы» и «Лучшее поп видео». Он также номинировался на «Лучшую режиссуру», «Лучшую операторскую работу» и «Лучшую художественную работу».

## Коммерческий успех
Кавер-версия No Doubt была успешной в США, достигнув 10 места в Billboard Hot 100 и оставаясь в чарте 28 недель. В чарте Radio & Records CHR/Pop Airplay песня дебютировала на 41 месте 10 октября 2003 года и через шесть недель достигла пика на пятом месте, оставаясь там две недели подряд, и также песня оставалась в первой десятке чарта девять недель. Она была в меру успешной на станциях современной взрослой музыки, достигнув 20 места в чарте US Adult Contemporary, но имела высокую продолжительность нахождения и оказалась на вершине чарта Adult Top 40. Сингл был более успешен в ночных клубах, достигнув 16 места в чарте танцевальных клубных песен США, и имел некоторое распространение на станциях современного рока, достигнув 32 места в чарте альтернативных песен США. Песня получила «платиновый» сертификат (1000000 копий) от Американской ассоциации звукозаписывающих компаний.
В UK Singles Chart «It’s My Life» дебютировал под номером 20, но не смог занять более высокую позицию, пока не был выпущен ремикс на песню No Doubt «Bathwater», который поднял сингл до номера 17. Сингл выбыл из чарта через семь недель. Он имел больший успех в Европе, войдя в первую десятку в Италии, Финляндии, Германии, Ирландии, Нидерландах, Норвегии и Швеции и в первую двадцатку в Австрии, Бельгии, Франции и Швейцарии. В Австралии сингл достиг седьмого места в чарте ARIA, продержавшись в нём 17 недель, и занял 81 место в чарте по итогам 2004 года. Австралийская ассоциация звукозаписывающей индустрии сертифицировала сингл как «платиновый» (70 000 копий) в 2004 году.

## Критические отзывы
Стивен Томас Эрлевайн из Allmusic анализируя песни с сборника The Singles 1992—2003, песню «It’s My Life» описывает как «прекрасный кавер, в котором явно прослеживается влияние Новой волны».
Майк Макгирк из Rhapsody счёл песню «фантастической», а Рут Митчелл из BBC Music, наоборот, заявила, что «It’s My Life» — «слабая и неинтересная» песня.

## Список композиций и форматы выпуска
Компакт-диск
| №  | Название             | Длительность |
| -- | -------------------- | ------------ |
| 1. | «It's My Life»       | 3:46         |
| 2. | «Rock Steady» (live) | 5:53         |

Компакт-диск; промо-издание
| №  | Название                     | Длительность |
| -- | ---------------------------- | ------------ |
| 1. | «It's My Life»               | 4:36         |
| 2. | «Sunday Morning» (2002 live) | 4:49         |
| 3. | «Rock Steady» (live)         | 5:53         |
| 4. | «Bathwater» (2002 live)      | 4:01         |

Европейский компакт-диск
| №  | Название                | Длительность |
| -- | ----------------------- | ------------ |
| 1. | «It's My Life»          | 3:46         |
| 2. | «Rock Steady» (live)    | 5:53         |
| 3. | «Bathwater» (2002 live) | 4:01         |

Британское переиздание «It’s My Life» / «Bathwater» двойной компакт-диск
| №  | Название                                               | Длительность |
| -- | ------------------------------------------------------ | ------------ |
| 1. | «It's My Life»                                         | 3:46         |
| 2. | «Bathwater» (Invincible Overlord Remix)                | 3:07         |
| 3. | «It's My Life» (Jacques Lu Cont's Thin White Duke Mix) | 6:59         |
| 4. | «It's My Life» (Chocolate O'Brian Remix)               | 5:43         |
| 5. | «Bathwater» (Invincible Overlord Remix Video)          |              |
| 6. | «It's My Life» (Video)                                 |              |

## Участники записи
- Гвен Стефани — вокал
- Том Дюмон — гитара
- Тони Канэл — бас-гитара
- Эдриан Янг — барабаны

## Позиции в чартах и сертификации
| Чарт (2003—2004)                           | Высшая позиция |
| ------------------------------------------ | -------------- |
| Австралия (ARIA)                           | 7              |
| Австрия (Ö3 Austria Top 40)                | 12             |
| Бельгия/Фландрия (Ultratop 50)             | 11             |
| Бельгия/Валлония (Ultratop 50)             | 9              |
| СНГ (TopHit)                               | 20             |
| Czech Republic (IFPI)                      | 1              |
| Europe (Eurochart Hot 100)                 | 16             |
| Финляндия (Suomen virallinen lista)        | 14             |
| Франция (SNEP)                             | 19             |
| Германия (GfK)                             | 9              |
| Greece (IFPI)                              | 5              |
| Венгрия (Rádiós Top 40)                    | 5              |
| Ирландия (IRMA) · с "Bathwater"            | 6              |
| Италия (FIMI)                              | 7              |
| Нидерланды (Dutch Top 40)                  | 4              |
| Нидерланды (Single Top 100)                | 6              |
| Новая Зеландия (Recorded Music NZ)         | 8              |
| Норвегия (VG-lista)                        | 3              |
| Poland (Nielsen Music Control)             | 1              |
| Portugal (AFP)                             | 5              |
| Romania (Romanian Top 100)                 | 29             |
| Шотландия (OCC Scotland)                   | 12             |
| Швеция (Sverigetopplistan)                 | 4              |
| Швейцария (Schweizer Hitparade)            | 12             |
| Великобритания (OCC UK Singles)            | 20             |
| США (Billboard Hot 100)                    | 10             |
| США (Billboard Adult Contemporary)         | 20             |
| США (Billboard Adult Pop Airplay)          | 3              |
| США (Billboard Alternative Airplay)        | 32             |
| США (Billboard Dance Club Songs) · Remixes | 16             |
| США (Billboard Dance/Mix Show Airplay)     | 5              |
| США (Billboard Pop Airplay)                | 5              |

| Чарт (2003)    | Позиция |
| -------------- | ------- |
| CIS (Tophit)   | 80      |
| Ireland (IRMA) | 85      |

| Чарт (2004)                       | Позиция |
| --------------------------------- | ------- |
| Australia (ARIA)                  | 81      |
| Belgium (Ultratop 50 Wallonia)    | 84      |
| Germany (Official German Charts)  | 78      |
| Hungary (Rádiós Top 40)           | 22      |
| Netherlands (Dutch Top 40)        | 17      |
| Netherlands (Single Top 100)      | 54      |
| Sweden (Sverigetopplistan)        | 58      |
| Switzerland (Schweizer Hitparade) | 67      |
| US Billboard Hot 100              | 38      |
| US Adult Top 40 (Billboard)       | 11      |

| Страна | Статус     | Тираж      |
| --- | ---------- | ---------- |
| Австралия | Платиновый | 70,000^    |
| Норвегия | Платиновый | 10,000*    |
| Великобритания | Серебряная | 200,000©   |
| Соединённые Штаты | Платиновый | 1,000,000^ |
| ^ означает данные о партиях, основанные на сертификации * означает данные о продажах, основанные на сертификации © означает продажи и стримминговые данные, основанные на сертификации |            |            |

### История релизов
| Регион            | Версия                     | Дата                 | Формат(ы)                             | Лейбл      | Источники |
| ----------------- | -------------------------- | -------------------- | ------------------------------------- | ---------- | --------- |
| Соединённые Штаты | «It’s My Life»             | 20 октября 2003 года | Contemporary hit альтернативное радио | Interscope | [ 69 ]    |
| Австралия         | «It’s My Life»             | 17 ноября 2003 года  | Компакт-диск                          | Interscope | [ 70 ]    |
| Великобритания    | «It’s My Life»             | 24 ноября 2003 года  | Компакт-диск                          | Interscope | [ 71 ]    |
| Великобритания    | «It’s My Life»/«Bathwater» | 1 марта 2004 года    | Компакт-диск                          | Interscope | [ 72 ]    |